# Maine Nordiques
Maine Nordiques byl profesionální americký klub ledního hokeje, který sídlil v Lewistonu ve státě Maine. V letech 1973–1977 působil v profesionální soutěži North American Hockey League. Nordiques ve své poslední sezóně v NAHL skončily ve finále play-off. Klub byl během své existence farmou Quebecu Nordiques. Své domácí zápasy odehrával v hale Androscoggin Bank Colisée s kapacitou 3 677 diváků. Klubové barvy byly červená, bílá a modrá.

## Přehled ligové účasti
Zdroj: 
- 1973–1975: North American Hockey League
- 1975–1976: North American Hockey League (Východní divize)
- 1976–1977: North American Hockey League